# Нікотинова залежність
Нікотинова зале́жність — розлад поведінки, що полягає в залежності від нікотину. Найпоширенішим способом вживання нікотину є тютюнопаління.
Згідно з міжнародною класифікацією хвороб Х перегляду, нікотинову залежність (тютюнопаління) включено до рубрики «Психічні і поведінкові розлади внаслідок вживання психоактивних речовин» й класифікуються під кодом F.17. — розлади психіки та поведінки внаслідок вживання тютюну.
У нікотиновій залежності виділяють елементи психологічної та фізичної залежності.

## Діагностика
Головною метою діагностики нікотинової залежності є визначення ступеня залежності, для чого розроблено багато методик. Одна з яких, полягає у постановці пацієнту наступних трьох запитань:
- 1. Чи випалюєте Ви понад 20 сигарет щодня?
- 2. Чи палите Ви протягом перших 30 хв. після пробудження?
- 3. Чи відчували Ви сильний потяг до паління або синдром відміни під час попередньої спроби кинути палити?

Якщо на всі три запитання отримано ствердну відповідь, то це є свідченням високого ступеня нікотинової залежності.
Ще одним із методів визначення ступеня нікотинової залежності є тест Фагерстрема.

## Лікування
Однією з найбільших проблем лікування нікотинової залежності є те, що курці заперечують свою залежність та власну неспроможність відмовитися від подальшого зловживання, тому відкидають потребу в лікуванні. Дана поведінкова реакція притаманні більшості хворим, що вживають психоактивні речовини.
Проблемою лікування пацієнтів, що пристрастилися до нікотину є поява синдрому відміни після відмови від паління. Тому пацієнтам із високим ступенем залежності рекомендовано використання медикаментозних засобів, що полегшують вираженість синдрому:
- нікотин-замісну терапію.